# Ironie socratique

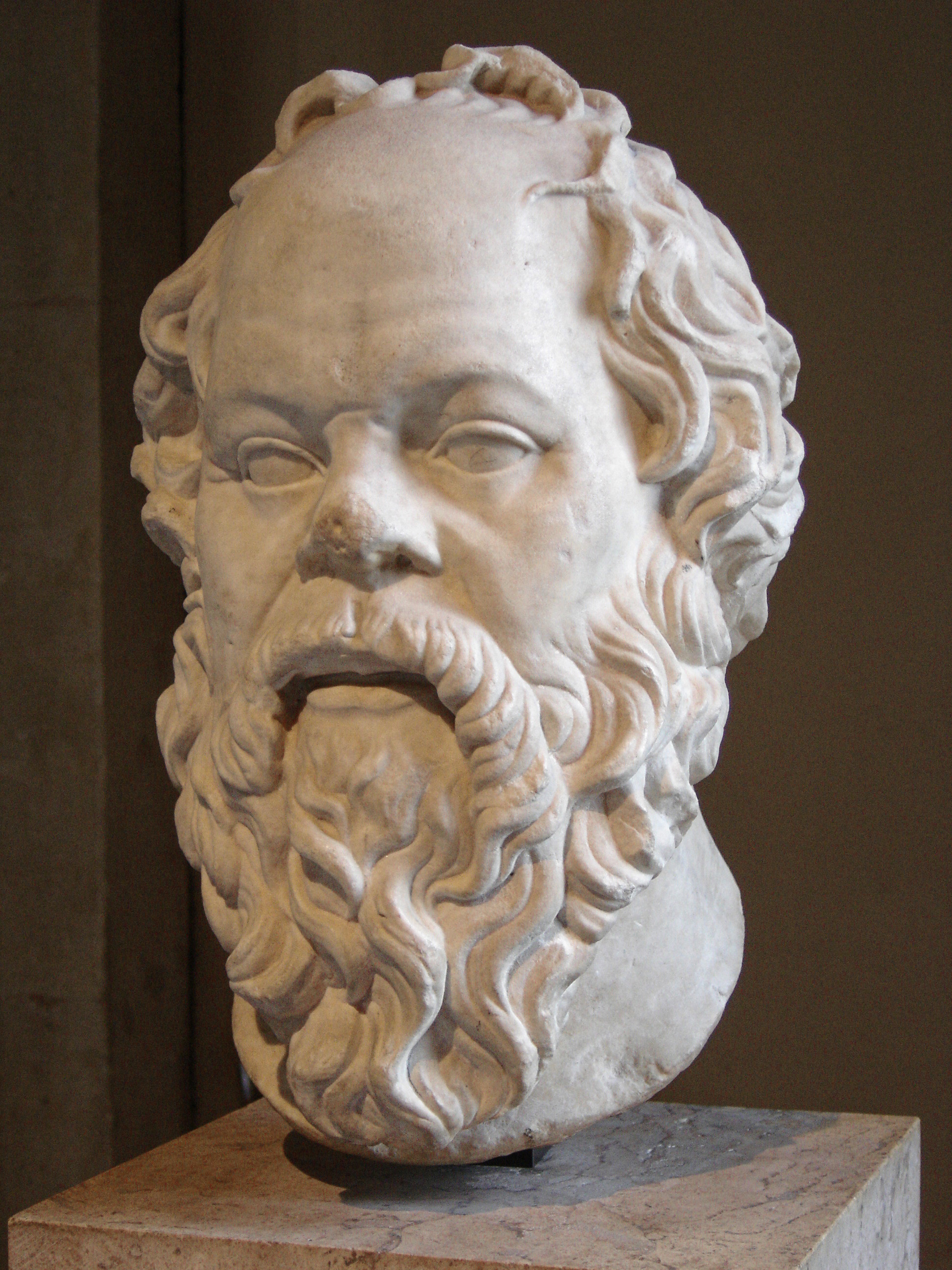
Portrait de Socrate

L’ironie socratique consiste, pour le philosophe, à feindre l’ignorance afin d’exposer la faiblesse de la position d’une autre personne et lui en faire prendre conscience. Le mot grec eironeia (εἰρωνεία) s’appliquait en particulier à la litote comme forme de dissimulation.
Selon Théophraste, la raillerie est « le reproche d’une faute commise, reproche présenté d’une manière figurée : ce qui fait que de lui-même l’auditeur supplée, par ses conjectures, à ce qui manque, comme s’il le savait et y ajoutait foi ». Il est important de différencier raillerie et ironie socratique : Théophraste y fait clairement référence dans le traité Les Caractères en la différenciant de la raillerie,. Théophraste, dans son ouvrage Les Caractères, a défini l’ironie, en référence à la méthode socratique : c'est feindre la naïveté.  
Pour Aristote, l'arrogance est l'opposé de l'ironie socratique. 
L'ironie de Socrate n’est pas seulement de feindre l’ignorance ; une feinte dépréciative consiste également à ne rien savoir ou à feindre la reconnaissance des compétences que son interlocuteur prétend avoir ; pour Socrate, questionner, c'est enseigner. Ces flatteries incitent ce dernier à étaler son savoir, supposé selon Socrate, ce qui lui permet de révéler l'ignorance par une méthode d'interrogation réfutative. Une telle ironie survenait particulièrement dans l’ignorance assumée adoptée par Socrate, comme méthode de dialectique : « l’ironie socratique ». Cicéron dit que Socrate était d'une douce gaieté, d'une conversation piquante et avait le discours semé d’ingénieux artifices de langage, d’où est née l'ironie socratique. Cette ironie particulière implique un aveu de l’ignorance, qui travestit une attitude sceptique et désengagée, vis-à-vis de certains dogmes ou opinions communes qui manquent d’un fondement dans la raison ou dans la logique. La suite de questions naïves de Socrate révèlent point par point la vanité ou l’illogisme de la proposition, en ébranlant les postulats de son interlocuteur, et en remettant en cause ses hypothèses initiales. 
Mais l’ironie amuse également les spectateurs de la discussion, qui savent que Socrate est plus sage qu’il se permet d’apparaître, et qui peuvent prévoir, légèrement en avance, la direction que les « naïves » questions vont prendre. Au XIXe siècle, le philosophe danois Søren Kierkegaard admirait l’ironie socratique et en employa une variation dans plusieurs de ses travaux. Il rédigea notamment sa thèse maîtresse, intitulée Du concept d’ironie constamment rapporté à Socrate, avec la référence continuelle à Socrate. Dans cette thèse, Kierkegaard fait l’éloge d’un usage de l’ironie socratique par Aristophane et Platon, et soutient également que le portrait Socrate dans les nuages dans l’une des pièces d’Aristophane (Les Nuées) a capté avec le plus d’exactitude l’esprit de l’ironie socratique.
Selon Gregory Vlastos, une différence entre le concept moderne d'ironie et le concept antique est que l'intention de tromper est étrangère au premier tandis qu'elle serait commune dans le second. C'est l'image de Socrate en tant qu'ironiste paradigmatique qui aurait été à l'origine de ce changement de sens.